# Julja Szamalow-Berkowicz
Julja Szamalow-Berkowicz (hebr.: יוליה שמאלוב-ברקוביץ', ang.: Yulia Shamalov-Berkovich, ur. 1 kwietnia 1964 w ZSRR) – izraelska polityk, w latach 2009–2013 poseł do Knesetu z listy Kadimy.
W wyborach parlamentarnych w 2009 nie dostała się do izraelskiego parlamentu, jednak już w lipcu tego roku objęła mandat po Chajjimie Ramonie.